# Quinn (Dakota Południowa)
Quinn – miasto w Stanach Zjednoczonych, w stanie Dakota Południowa, w hrabstwie Pennington.